# Gadila fraseri
Gadila fraseri is een Scaphopodasoort uit de familie van de Gadilidae. De wetenschappelijke naam van de soort is voor het eerst geldig gepubliceerd in 1955 door Nicklès.